# Stargate (videogioco)
Stargate è un videogioco arcade sparatutto a scorrimento orizzontale, noto anche come Defender II o ancora Defender Stargate.

## Sviluppo
Creato da Eugene Jarvis nel 1981, si tratta del sequel di Defender, sviluppato l'anno precedente, ed è il primo dei tre titoli prodotti da Vid Kidz, un'azienda indipendente fondata dallo stesso Jarvis insieme a Larry DeMar. Non ha alcuna connessione con il successivo franchise Stargate che è uscito 13 anni dopo.

## Modalità di gioco
Stargate è in pratica un'espansione di Defender, col giocatore che controlla la navicella impegnata a proteggere un pianeta abitato da umanoidi che rischiano di essere trasformati in mutanti. Le innovazioni sono essenzialmente 3:
- presenza di nemici nuovi, oltre a tutti quelli già visti in Defender.
- il pulsante "Inviso", premendo il quale la navicella del giocatore può temporaneamente occultarsi, in sostituzione del tasto che in Defender permetteva alla navicella di accelerare; al pari delle "smart bomb", ne è contemplato l'esaurimento.
- lo "Stargate" (da cui il nome del gioco), un portale graficamente configurato come un insieme di rettangoli concentrici, che permette il teletrasporto della navicella, senza dunque che il giocatore debba ricorrere al tasto "Hyperspace", rispetto al quale dà maggiore sicurezza; ogni livello contiene uno "Stargate", facilmente rintracciabile grazie alla minimappa.

I livelli sono infiniti: per completare un livello occorre eliminare i nemici di dimensioni maggiori. Il gioco termina dopo che verranno perse tutte le vite, che sono inizialmente 4.
"Hyperspace" e "Stargate" diventano pressoché cruciali qualora si rimanesse senza "smart bomb" e "Inviso", tuttavia al raggiungimento di determinati scores - solitamente ogni 10.000 punti - il giocatore viene premiato con una "smart bomb", una nuova quantità di "Inviso" e anche una navicella extra.
Come già in Defender, il pianeta esplode appena viene trasformato oppure ucciso anche l'ultimo umanoide.